# 沃登山
沃登山（英語：Mount Warden）是南極洲的山峰，位於瑪麗伯德地，海拔高度2,860米，美國地質調查局根據測量和美國海軍拍攝的空中照片繪入地圖，現時由南極條約體系管理。